# Isla del Cerrito
Isla del Cerrito — parfois appelée El Cerrito — est une localité argentine située dans la province du Chaco et dans le département de Bermejo. La municipalité est basée dans la zone urbaine mais s'étend sur toute l'île plus les îles Guascara, Brasilera et Bosnia dans le rio Paraná, et les îles Mborebí et Carpincho dans le riacho Ancho.

## Démographie
La localité compte 1 758 habitants (Indec, 2010), ce qui représente une augmentation de 16 % par rapport aux 1 514 habitants (Indec, 2001) du recensement précédent, auxquels il faut ajouter environ 110 habitants dans le reste de la commune. Une partie de cette augmentation de population s'explique par l'ouverture de l'école secondaire, qui absorbe la population précédemment expulsée dans la recherche d'une éducation de base complète.